# Greet Minnen
Greetje 'Greet' Minnen (Turnhout, 14 agosto 1997) è una tennista belga.

## Carriera
In carriera ha vinto 11 titoli ITF in singolare e 3 titoli in doppio. Raggiunge il suo best ranking, posizione n°69, il 18 ottobre 2021; mentre in doppio la posizione n°45 il 8 gennaio 2024.

### 2023
Minnen ha ottenuto le prime finali nel circuito WTA '125' nel 2023: la prima a Saint-Malo, dove ha ceduto a Sloane Stephens in due set; la seconda a Grodzisk Mazowiecki, dove si è arresa a Dajana Jastrems'ka per 3-6 al terzo. In doppio, con Bibiane Schoofs, ha vinto il titolo a Saint-Malo.

## Vita privata
Ha fatto coming out a Wimbledon 2018 dopo la vittoria di Alison Van Uytvanck nel secondo turno contro la campionessa in carica e allora numero tre del mondo Garbiñe Muguruza: lei e Alison si sono scambiate un bacio per festeggiare a bordo campo.

## Statistiche WTA

### Doppio

#### Vittorie (2)
| Legenda               | Legenda      |
| --------------------- | ------------ |
| Grande Slam (0)       |              |
| Ori Olimpici (0)      |              |
| WTA Finals (0)        |              |
| WTA Elite Trophy (0)  |              |
| Dal 2009 al 2020      | Dal 2021     |
| Premier Mandatory (0) | WTA 1000 (0) |
| Premier 5 (0)         | WTA 1000 (0) |
| Premier (0)           | WTA 500 (0)  |
| International (1)     | WTA 250 (1)  |

| N. | Data              | Torneo                           | Superficie  | Compagna            | Avversarie in finale                | Punteggio   |
| 1. | 20 ottobre 2018   | Luxembourg Open, Lussemburgo     | Cemento (i) | Alison Van Uytvanck | Vera Lapko Mandy Minella            | 7-6(3), 6-2 |
| 2. | 18 settembre 2021 | Luxembourg Open, Lussemburgo (2) | Cemento (i) | Alison Van Uytvanck | Erin Routliffe Kimberley Zimmermann | 6-3, 6-3    |

#### Sconfitte (2)
| Legenda              |
| -------------------- |
| Grande Slam (0)      |
| Argenti Olimpici (0) |
| WTA Finals (0)       |
| WTA Elite Trophy (0) |
| Dal 2021             |
| WTA 1000 (0)         |
| WTA 500 (1)          |
| WTA 250 (1)          |

| N. | Data           | Torneo                           | Superficie  | Compagna            | Avversarie in finale              | Punteggio |
| 1. | 21 maggio 2021 | Serbia Open, Belgrado            | Terra rossa | Alison Van Uytvanck | Aleksandra Krunić Nina Stojanović | 0-6, 2-6  |
| 2. | 6 gennaio 2024 | Brisbane International, Brisbane | Cemento     | Heather Watson      | Ljudmyla Kičenok Jeļena Ostapenko | 5-7, 2-6  |

## Circuito WTA 125

### Singolare

#### Vittorie (1)
| N. | Data          | Torneo                      | Superficie | Avversaria in finale | Punteggio |
| 1. | 8 giugno 2025 | Birmingham Open, Birmingham | Erba       | Linda Fruhvirtová    | 6-2, 6-1  |

#### Sconfitte (2)
| N. | Data           | Torneo                            | Superficie  | Avversaria in finale | Punteggio     |
| 1. | 7 maggio 2023  | Open 35 de Saint-Malo, Saint-Malo | Terra rossa | Sloane Stephens      | 3-6, 4-6      |
| 2. | 12 agosto 2023 | Polish Open, Grodzisk Mazowiecki  | Cemento     | Dajana Jastrems'ka   | 6-2, 1-6, 3-6 |

### Doppio

#### Vittorie (2)
| N. | Data             | Torneo                            | Superficie  | Compagna          | Avversarie in finale            | Punteggio        |
| 1. | 12 dicembre 2021 | Open Angers Arena Loire, Angers   | Cemento (i) | Tereza Mihalíková | Monica Niculescu Vera Zvonarëva | 4-6, 6-1, [10-8] |
| 2. | 6 maggio 2023    | Open 35 de Saint-Malo, Saint-Malo | Terra rossa | Bibiane Schoofs   | Eri Hozumi Ulrikke Eikeri       | 7-6(7), 7-6(3)   |

## Statistiche ITF

### Singolare

#### Vittorie (11)
| Torneo $100.000 (0) |
| Torneo $80.000 (0)  |
| Torneo $75.000 (0)  |
| Torneo $60.000 (2)  |
| Torneo $50.000 (0)  |
| Torneo $40.000 (1)  |
| Torneo $25.000 (1)  |
| Torneo $15.000 (5)  |
| Torneo $10.000 (2)  |

| N.  | Data             | Torneo                                                    | Superficie    | Avversaria in finale | Punteggio      |
| 1.  | 7 settembre 2015 | ITF Women's Circuit Pétange, Pétange                      | Cemento (i)   | Michaela Hončová     | 6-0, 3-6, 6-3  |
| 2.  | 18 ottobre 2015  | Tennis Organisation, Adalia                               | Cemento       | Daiana Negreanu      | 6-3, 3-0, rit. |
| 3.  | 3 luglio 2016    | Jolie Ville Golf Women's, Sharm el-Sheikh                 | Cemento       | Ioana Pietroiu       | 7-6(2), 6-2    |
| 4.  | 10 marzo 2018    | ITF Women's Circuit Solarino, Solarino                    | Sintetico     | Quinn Gleason        | 2-6, 6-2, 6-4  |
| 5.  | 27 maggio 2018   | Tennis Organisation, Adalia                               | Terra rossa   | Julija Stamatova     | 6-0, 6-1       |
| 6.  | 19 agosto 2018   | ITF Women's Circuit Oldenzaal, Oldenzaal                  | Terra rossa   | Arianne Hartono      | 6-2, 6-2       |
| 7.  | 9 settembre 2018 | ITF Women's Circuit Santarem, Santarém                    | Cemento       | Samantha Murray      | 7-5, 6-3       |
| 8.  | 10 marzo 2019    | Keio Challenger International Tennis Tournament, Yokohama | Cemento       | Elena-Gabriela Ruse  | 6-4, 6-1       |
| 9.  | 20 febbraio 2022 | Burg-Wächter Ladies Open, Altenkirchen                    | Sintetico (i) | Darija Snihur        | 6-4, 6-3       |
| 10. | 29 gennaio 2023  | Sunderland Pro Series, Sunderland                         | Cemento (i)   | Mona Barthel         | 6-2, 1-6, 6-0  |
| 11. | 12 febbraio 2023 | Federaçáo Portuguesa de Ténis, Porto                      | Cemento (i)   | Tara Würth           | 6-2, 6-2       |

#### Sconfitte (12)
| Torneo $100.000 (3) |
| Torneo $80.000 (0)  |
| Torneo $75.000 (0)  |
| Torneo $60.000 (2)  |
| Torneo $50.000 (0)  |
| Torneo $40.000 (0)  |
| Torneo $25.000 (2)  |
| Torneo $15.000 (1)  |
| Torneo $10.000 (4)  |

| N.  | Data              | Torneo                                          | Superficie    | Avversaria in finale   | Punteggio           |
| 1.  | 28 luglio 2013    | Maaseik Open, Maaseik                           | Terra rossa   | Manon Arcangioli       | 2–6, 6–3, 5–7       |
| 2.  | 19 luglio 2015    | Nieuwpoort Ladies Open, Nieuwpoort              | Terra rossa   | Sofie Oyen             | 2–6, 1–6            |
| 3.  | 25 ottobre 2015   | GD Tennis Academy, Adalia                       | Cemento       | Anna Bondár            | 6–3, 2–6, 1–6       |
| 4.  | 26 giugno 2016    | Jolie Ville Golf Women's, Sharm el-Sheikh       | Cemento       | Zhao Xiaoxi            | 6(6)–7, 2–6         |
| 5.  | 28 agosto 2016    | Sekisho Challenge Open, Tsukuba                 | Cemento       | Peangtarn Plipuech     | 4–6, 0–6            |
| 6.  | 1º luglio 2018    | Future Alkmaar, Alkmaar                         | Terra rossa   | Marina Yudanov         | 0–6, 2–6            |
| 7.  | 30 settembre 2018 | Óbidos Ladies Open, Óbidos                      | Sintetico     | Giulia Gatto-Monticone | 5–7, 4–6            |
| 8.  | 15 agosto 2021    | Koser Jewelers Tennis Challenge, Landisville    | Cemento       | Nuria Párrizas Díaz    | 6(6)-7, 6-4, 6(7)-7 |
| 9.  | 27 febbraio 2022  | Nur-Sultan International Tournament, Nur-Sultan | Cemento (i)   | Anželika Isaeva        | 4-6, rit.           |
| 10. | 19 febbraio 2023  | Burg-Wächter Ladies Open, Altenkirchen          | Sintetico (i) | Clara Tauson           | 6(5)-7, 6-4, 2-6    |
| 11. | 14 maggio 2023    | Empire Tennis Academy Open, Trnava              | Terra rossa   | Yanina Wickmayer       | 0-6, 3-6            |
| 12. | 27 aprile 2025    | Oeiras CETO Open, Oeiras                        | Terra rossa   | Yuan Yue               | 6-4, 4-6, 2-6       |

### Doppio

#### Vittorie (3)
| Torneo $100.000 (0) |
| Torneo $80.000 (0)  |
| Torneo $75.000 (0)  |
| Torneo $60.000 (3)  |
| Torneo $50.000 (0)  |
| Torneo $40.000 (0)  |
| Torneo $25.000 (0)  |
| Torneo $15.000 (0)  |
| Torneo $10.000 (0)  |

| N. | Data             | Torneo                                    | Superficie    | Compagna         | Avversaria in finale               | Punteggio |
| 1. | 19 febbraio 2023 | Burg-Wächter Ladies Open, Altenkirchen    | Sintetico (i) | Yanina Wickmayer | Freya Christie Ali Collins         | 6-1, 6-3  |
| 2. | 4 marzo 2023     | Empire Women's Indoor, Trnava             | Cemento (i)   | Yanina Wickmayer | Sapfo Sakellaridi Radka Zelníčková | 6-4, 6-4  |
| 3. | 1º aprile 2023   | Open 3C Seine-et-Marne, Croissy-Beaubourg | Cemento (i)   | Yanina Wickmayer | Jodie Burrage Berfu Cengiz         | 6-4, 6-4  |

#### Sconfitte (1)
| Torneo $100.000 (0) |
| Torneo $80.000 (0)  |
| Torneo $75.000 (0)  |
| Torneo $60.000 (0)  |
| Torneo $50.000 (0)  |
| Torneo $40.000 (0)  |
| Torneo $25.000 (0)  |
| Torneo $15.000 (0)  |
| Torneo $10.000 (1)  |

| N. | Data           | Torneo                                    | Superficie | Compagna        | Avversaria in finale           | Punteggio        |
| 1. | 25 giugno 2016 | Jolie Ville Golf Women's, Sharm el-Sheikh | Cemento    | Petra Januskova | Ana Bianca Mihaila Zhao Xiaoxi | 6–2, 4–6, [7–10] |

## Grand Slam Junior

### Doppio

#### Sconfitte (1)
| Tornei del Grande Slam  |
| ----------------------- |
| Australian Open (1)     |
| Open di Francia (0)     |
| Torneo di Wimbledon (0) |
| US Open (0)             |

| N. | Data            | Torneo                     | Superficie | Compagna            | Avversaria in finale                    | Punteggio |
| 1. | 31 gennaio 2015 | Australian Open, Melbourne | Cemento    | Katharina Hobgarski | Miriam Kolodziejová Markéta Vondroušová | 5-7, 4-6  |

## Vittorie contro giocatrici top 10
| Stagione | 2022 | Totale |
| Vittorie | 1    | 1      |

| #    | Giocatrice       | Ranking | Evento                      | Superficie | Turno | Punteggio | Rank. GMR |
| ---- | ---------------- | ------- | --------------------------- | ---------- | ----- | --------- | --------- |
| 2022 |                  |         |                             |            |       |           |           |
| 1.   | Garbiñe Muguruza | 10      | Torneo di Wimbledon, Londra | Erba       | 1T    | 6-4, 6-0  | 88        |